# Gopalganj (stad in Bangladesh)
Gopalganj is een stad in Bangladesh. De stad is de hoofdstad van het district Gopalganj. De stad telt ongeveer 41.000 inwoners.